# Gera Gyula
Gera Gyula (eredeti neve: Gevürtz Gyula) (Makó, 1915. július 27. – Budapest, 1968. szeptember 9.) magyar rendőrtiszt, festő.

## Életpályája
Szülei: Gewürcz Adolf és Szoliter Irma voltak. és 1931–1934 között címfestő- és mázolósegédnek tanult Makón. Rudnay Gyula fedezte fel tehetségét, és Makón oktatta is. 1935–1939 között címfestő- és mázolósegéd volt Budapesten. Szüle Péter is tanította. 1936–1945 között a Magyar Építőmunkások Országos Szövetségének tagja volt. 1939–1940 között katona volt Sopronban. 1940–1942 között munkaszolgálatosként dolgozott. 1945-ben változtatta meg vezetéknevét Gevürtz-ről Gera-ra. 1945-ben az MKP tagja lett. 1945–1948 között Reiss Ferenc címfestő mellett tevékenykedett. 1948–1949 között a Belügyminisztériumban dolgozott nyomozóként. 1949–1950 között Moszkvában tanult. 1950–1951 között ÁVH osztályvezető-helyettes volt. 1951–1953 között a Közlekedési Osztály osztályvezetőjeként dolgozott. 1952-ben őrnagyi fokozatot szerzett. 1953–1957 között a Belügyminisztérium különböző munkaköreiben teljesített szolgálatot. 1956-ban az ELTE BTK történelem szakán tanult. 1957-ben rendőr alezredes lett. 1960-ban volt egyetlen kiállítása. 1962-ben nyugdíjba vonult. 1970-ben emlékkiállítást rendeztek Budapesten.
Leginkább utcaképeket, tájképeket festett, majd figurális kompozíciókat, élénk színű csendéleteket alkotott.

## Kitüntetései
- Magyar Partizán Emlékérem
- Szocialista Hazáért Érdemrend
- Munkás-Paraszt Hatalomért Emlékérem (1957)
- Szolgálati Érdemérem (1959)
- Kiváló Szolgálatért Érdemérem (1960)